# Brug bij Zutendaal

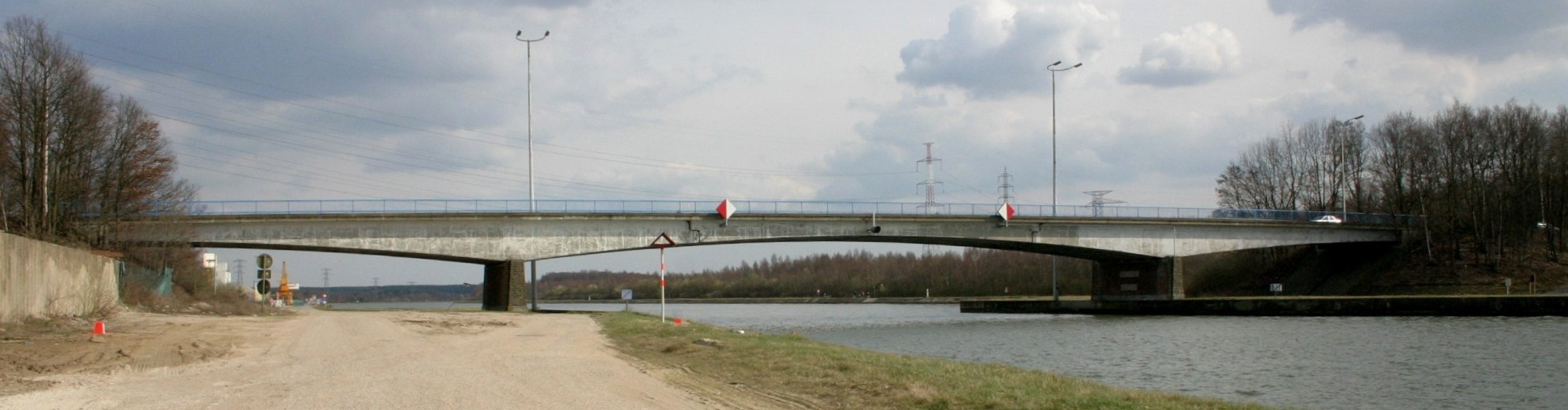
De in oktober 2018 afgebroken liggerbrug

De brug bij Zutendaal is een brug over het Albertkanaal in de Belgische gemeente Zutendaal en maakt deel uit van de N730 (Bilzerweg). 
De oude liggerbrug werd half oktober 2018 afgebroken en vervangen door een stalen boogbrug. Deze werd tevens verhoogd om een doorvaart van minimaal 9,10 meter mogelijk te maken. De overspanning bedraagt 128 m en de nuttige breedte is 15,60 m op het smalste punt. In juni 2019 werd de brug voor fietsers en voetgangers opengesteld en in oktober dat jaar ook ook voor het overige verkeer.